# Burning Airlines
Burning Airlines es una banda estadounidense de post-hardcore fundada en 1997. Nació cuando los miembros originales de Jawbox, J. Robbins y Bill Barbot, antes de que los propios Jawbox se separaran en 1997, comenzaron a hacer improvisaciones con el antiguo compañero de Robbins en la banda Government Issue, Peter Moffet, a la batería. Cuando Zach Barocas dejó Jawbox marchando a Nueva York, le preguntaron a Moffet si quería unirse. Sin embargo, esta formación de Jawbox nunca se realizó porque la banda se desmembró poco después.
La familiaridad de los músicos les proporcionó una ventaja considerable, y Burning Airlines nació enteramente formada ya, y preparada para empezar a funcionar rápidamente. Tomaron el nombre de una canción de Brian Eno y grabaron su primer EP, y poco después su álbum de debut: Mission: Control, en 1999 en DeSoto Records. Siéndoles imposible girar a tiempo completo, Bill Barbot dejó Burning Airlines y un viejo amigo y roadie de los tiempos de Jawbox se les unió al bajo, Mike Harbin. Esta formación hizo algunas giras intensas y grabó el segundo álbum de la banda, Identikit, para DeSoto Records en 2001. Poco después, Benjamin Pape se unió como segundo guitarrista, teclista y vocalista. Burning Airlines se separaron de forma abrupta en 2002. La banda había grabado dos álbumes, un EP homónimo y dos grabaciones compartidas con At The Drive-In y Braid.
Burning Airlines se vio envuelta en una pequeña controversia después de los ataques del 11 de septiembre sobre el World Trade Center de Nueva York[cita requerida]. Burning Airlines se encontraban en medio de una gran gira por Norteamérica cuando ocurrió el ataque. Muchos clubes rechazaron colocar el nombre de Burning Airlines en sus marquesinas tan pronto tras los ataques[cita requerida]. La banda consideró cambiarse el nombre[cita requerida], pero después de un tiempo de reflexión, decidieron que el nombre era el apropiado y que había tomado un nuevo significado y una nueva relevancia.
Actualmente J. Robbins continúa su carrera musical con su nueva banda, Channels (DeSoto Records), donde la bajista es su esposa Jane Morgan (ex Shonben) y Darren Zentek, exbatería de los míticos Kerosene 454.

## Discografía

### EP
- "Burning Airlines" (1998)

### Álbumes
- "Mission: Control" (1999)
- "Identikit" (2001)

- Datos: Q4999814